# Cheng Han
304–347
Entités précédentes :
- Dynastie Jin de l'Ouest

Entités suivantes :
- Dynastie Jin de l'Est

Le Cheng Han (c.s.: 成汉 ; c.t. : 成漢 ; pinyin : Chénghàn) (303 ou 304-347), capitale  Chengdu, était un État des Seize Royaumes en Chine sis principalement au Sichuan. 
Li Te (李特) issu du peuple Ba prend en 301 la tête d’une rébellion contre le pouvoir Jin et établit officiellement Cheng en 303, dont son fils Li Xiong (李雄) sera le premier souverain effectif en 304. En 338, Li Shou (李壽), neveu de Li Te, usurpe le pouvoir et fonde Han. Les historiens chinois modernes y voient un unique État qu’ils nomment Cheng Han. Il est aussi mentionné dans le Livre des Jin sous le nom de Shu postérieur (Houshu 后蜀), nom qui sera attribué ultérieurement à un royaume des Cinq Dynasties ayant existé de  934 à 965.

## Historique

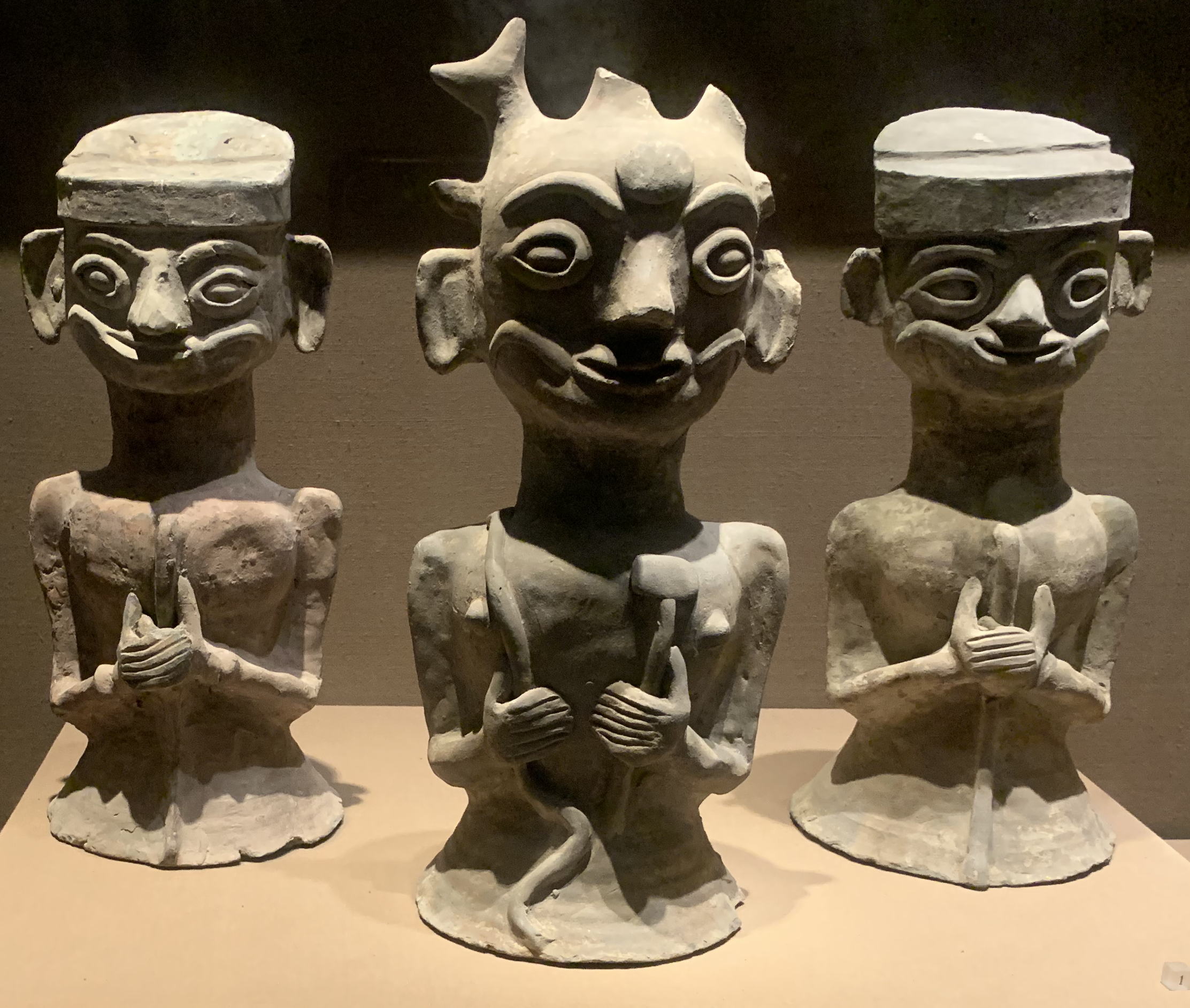
Les Figurines de la période de Cheng Han, Musée de Chengdu

Issu d’un clan local, Li Mu (李慕), père de Li Te, s’était rallié en son temps à Cao Cao qui l’avait nommé général. Après l’établissement de la dynastie Jin, ses quatre fils s’efforcèrent de maintenir l’influence du clan grâce à leurs compétences de guerriers et de meneurs. Au moment des troubles et des famines de 298, ils prirent l’initiative de faire venir comme travailleurs agricoles au Sichuan des sinistrés des régions voisines du Gansu et du Shaanxi, qui constituèrent une partie de leur clientèle. 
En 300, Zhao Xin (趙廞), préfet de Yizhou, s’allia avec eux dans l’espoir de profiter de la guerre des huit princes pour s’instaurer en pouvoir local indépendant, mais finit par les trahir en faisant assassiner l’un d’eux, Li Xiang (李庠). En représailles, Li Te attaqua et prit Chendu, mais ne s’opposa pas à l’envoi d’un nouveau préfet, Luo Shang (羅尚). Néanmoins, ce dernier était chargé du renvoi dans leur région d’origine des réfugiés qui ne voulaient pas en entendre parler. En 301 Li Te prit la tête de leur révolte, et ayant rallié à lui d’autres forces locales, reprit les attaques contre Chendu. Il fut tué au combat en 303 et son frère et successeur Li Liu (李流) mourut de maladie quelques mois plus tard. Li Xiong, fils de Li Te, reprit définitivement la ville en 304 et se proclama roi de Chengdu, puis empereur de Da Cheng en 306. Fan Changsheng (范長生), personnalité locale et maître céleste sur qui les frères Li s’étaient appuyés, fut nommé premier ministre. En 314, en réaction aux troubles de l’empire Jin, Yang Hu (楊虎) de Hanzhong et Zhang Xian (張咸)de Liangzhou se rallièrent à Cheng, qui atteignit ainsi sa plus grande extension. Cheng bénéficia durant le règne de Li Xiong d’une relative prospérité et stabilité en comparaison des régions voisines. 
Néanmoins, après sa mort, comme il avait choisi pour lui succéder son neveu Li Ban (李班), fils de son frère Li Dang (李蕩), ses fils se révoltèrent. Li Yue (李越) tua Li Ban et mit sur le trône son frère Li Qi (李期), devenant lui-même premier ministre. Leur gouvernement entraina beaucoup d’insatisfaction et une sécheresse suscita des intentions de révolte parmi la population. En 338, Li Shou (李壽), neveu de Li Te et fils de Li Xiang (李驤), marcha sur Chengdu.  Son fils Li Shi (李勢), officier au service de Li Qi, vivait au palais et lui ouvrit les portes de la ville. Li Shou s’empara du pouvoir, obligea Li Qi - qui se suicida peu après - à abdiquer et se contenter d’un titre de duc, et instaura la dynastie Han. Comme Han Wudi, son modèle, il devint intransigeant et soupçonneux au fur et à mesure  de son règne. Son fils et successeur Li Shi, était lui aussi intransigeant et incapable de stabiliser son pouvoir. 
Ayant eu vent de la situation, le général Huan Wen (en) (桓温)qui était au service de la Dynastie Jin de l'Est, obtint de son empereur l'autorisation de lever une armée et de monter une expédition contre Shi. il reprit Chendu en 347, entrainant la chute du Cheng Han. Li Shi fut assigné à résidence par l’empereur Jin Mu Di et reçut le titre de marquis de Guiyi (歸義侯). Il mourut en 361.

## Souverains de Cheng et de Han
| Nom de temple               | Nom posthume      | Nom de famille et prénom | Règne                 | Ères                                                                 |
| --------------------------- | ----------------- | ------------------------ | --------------------- | -------------------------------------------------------------------- |
| Cheng 303 ou 304-338        |                   |                          |                       |                                                                      |
| Shizu (始祖 ou Shizu (世祖) | Jing (景)         | Li Te (en) (李特)        | 303                   | Jianchu (建初) ou Jingchu (景初) 303                                 |
| Sans                        | Sans              | Li Liu (en) (李流)       | plusieurs mois en 303 | Sans                                                                 |
| Taizong (太宗)              | Wu (武)           | Li Xiong (en) (李雄)     | 303-334               | Jianxing (建興) 304-306 Yanping (晏平) 306-311 Yuheng (玉衡) 311-334 |
| Sans                        | Ai (哀)           | Li Ban (en) (李班)       | 7 mois en 334         | Yuheng (玉衡) 7 mois en 334                                          |
| Sans                        | Yougong (幽公)    | Li Qi (en) (李期)        | 334-338               | Yuheng (玉恆) 335-338                                                |
| Han 338-347                 |                   |                          |                       |                                                                      |
| Zhongzong (中宗)            | Zhaowen (昭文)    | Li Shou (en) (李壽)      | 338-343               | Hanxing (漢興) 338-343                                               |
| Sans                        | Guiyihou (歸義侯) | Li Shi (en) (李勢)       | 343-347               | Taihe (太和) 343-346 Jianing (嘉寧) 346-347                          |

## Arbre généalogique des Li
Les titres sont attribués à titre posthume.
|                                                 |                                                 |                                                 |                                                 |                                                 |                                                 |  |  |                                                       |                                                       |                                                       |                                                       |                                                       |                                                       |  |  | Li Mu 李慕 prince Xiang de Longxi 隴西襄王   |                                              |                                              |                                              |                                              |                                              |  |  |                                                           |                                                           |                                                           |                                                           |                                                           |                                                           |  |  |  |  |  |  |  |  |  |  |  |  |  |  |  |  |  |  |
|                                                 |                                                 |                                                 |                                                 |                                                 |                                                 |  |  |                                                       |                                                       |                                                       |                                                       |                                                       |                                                       |  |  |                                              |                                              |                                              |                                              |                                              |                                              |  |  |                                                           |                                                           |                                                           |                                                           |                                                           |                                                           |  |  |  |  |  |  |  |  |  |  |  |  |  |  |  |  |  |  |
|                                                 |                                                 |                                                 |                                                 |                                                 |                                                 |  |  |                                                       |                                                       |                                                       |                                                       |                                                       |                                                       |  |  |                                              |                                              |                                              |                                              |                                              |                                              |  |  |                                                           |                                                           |                                                           |                                                           |                                                           |                                                           |  |  |  |  |  |  |  |  |  |  |  |  |  |  |  |  |  |  |
|                                                 |                                                 |                                                 |                                                 |                                                 |                                                 |  |  | Li Te 李特 empereur Jing de Cheng 成景帝 ?-303        | Li Te 李特 empereur Jing de Cheng 成景帝 ?-303        | Li Te 李特 empereur Jing de Cheng 成景帝 ?-303        | Li Te 李特 empereur Jing de Cheng 成景帝 ?-303        | Li Te 李特 empereur Jing de Cheng 成景帝 ?-303        | Li Te 李特 empereur Jing de Cheng 成景帝 ?-303        |  |  | Li Liu 李流 prince Wen de Qin 秦文王 248-303 | Li Liu 李流 prince Wen de Qin 秦文王 248-303 | Li Liu 李流 prince Wen de Qin 秦文王 248-303 | Li Liu 李流 prince Wen de Qin 秦文王 248-303 | Li Liu 李流 prince Wen de Qin 秦文王 248-303 | Li Liu 李流 prince Wen de Qin 秦文王 248-303 |  |  | Li Xiang 李驤 empereur Xian de Han 漢獻帝                 | Li Xiang 李驤 empereur Xian de Han 漢獻帝                 | Li Xiang 李驤 empereur Xian de Han 漢獻帝                 | Li Xiang 李驤 empereur Xian de Han 漢獻帝                 | Li Xiang 李驤 empereur Xian de Han 漢獻帝                 | Li Xiang 李驤 empereur Xian de Han 漢獻帝                 |  |  |  |  |  |  |  |  |  |  |  |  |  |  |  |  |  |  |
|                                                 |                                                 |                                                 |                                                 |                                                 |                                                 |  |  | Li Te 李特 empereur Jing de Cheng 成景帝 ?-303        | Li Te 李特 empereur Jing de Cheng 成景帝 ?-303        | Li Te 李特 empereur Jing de Cheng 成景帝 ?-303        | Li Te 李特 empereur Jing de Cheng 成景帝 ?-303        | Li Te 李特 empereur Jing de Cheng 成景帝 ?-303        | Li Te 李特 empereur Jing de Cheng 成景帝 ?-303        |  |  | Li Liu 李流 prince Wen de Qin 秦文王 248-303 | Li Liu 李流 prince Wen de Qin 秦文王 248-303 | Li Liu 李流 prince Wen de Qin 秦文王 248-303 | Li Liu 李流 prince Wen de Qin 秦文王 248-303 | Li Liu 李流 prince Wen de Qin 秦文王 248-303 | Li Liu 李流 prince Wen de Qin 秦文王 248-303 |  |  | Li Xiang 李驤 empereur Xian de Han 漢獻帝                 | Li Xiang 李驤 empereur Xian de Han 漢獻帝                 | Li Xiang 李驤 empereur Xian de Han 漢獻帝                 | Li Xiang 李驤 empereur Xian de Han 漢獻帝                 | Li Xiang 李驤 empereur Xian de Han 漢獻帝                 | Li Xiang 李驤 empereur Xian de Han 漢獻帝                 |  |  |  |  |  |  |  |  |  |  |  |  |  |  |  |  |  |  |
|                                                 |                                                 |                                                 |                                                 |                                                 |                                                 |  |  |                                                       |                                                       |                                                       |                                                       |                                                       |                                                       |  |  |                                              |                                              |                                              |                                              |                                              |                                              |  |  |                                                           |                                                           |                                                           |                                                           |                                                           |                                                           |  |  |  |  |  |  |  |  |  |  |  |  |  |  |  |  |  |  |
| Li Dang 李蕩 ?-303                              | Li Dang 李蕩 ?-303                              | Li Dang 李蕩 ?-303                              | Li Dang 李蕩 ?-303                              | Li Dang 李蕩 ?-303                              | Li Dang 李蕩 ?-303                              |  |  | Li Xiong 李雄 empereur Wu de Cheng 成武帝 274-304-334 | Li Xiong 李雄 empereur Wu de Cheng 成武帝 274-304-334 | Li Xiong 李雄 empereur Wu de Cheng 成武帝 274-304-334 | Li Xiong 李雄 empereur Wu de Cheng 成武帝 274-304-334 | Li Xiong 李雄 empereur Wu de Cheng 成武帝 274-304-334 | Li Xiong 李雄 empereur Wu de Cheng 成武帝 274-304-334 |  |  |                                              |                                              |                                              |                                              |                                              |                                              |  |  | Li Shou 李壽 empereur Shaowen de Han 漢昭文帝 300-338-343 | Li Shou 李壽 empereur Shaowen de Han 漢昭文帝 300-338-343 | Li Shou 李壽 empereur Shaowen de Han 漢昭文帝 300-338-343 | Li Shou 李壽 empereur Shaowen de Han 漢昭文帝 300-338-343 | Li Shou 李壽 empereur Shaowen de Han 漢昭文帝 300-338-343 | Li Shou 李壽 empereur Shaowen de Han 漢昭文帝 300-338-343 |  |  |  |  |  |  |  |  |  |  |  |  |  |  |  |  |  |  |
| Li Dang 李蕩 ?-303                              | Li Dang 李蕩 ?-303                              | Li Dang 李蕩 ?-303                              | Li Dang 李蕩 ?-303                              | Li Dang 李蕩 ?-303                              | Li Dang 李蕩 ?-303                              |  |  | Li Xiong 李雄 empereur Wu de Cheng 成武帝 274-304-334 | Li Xiong 李雄 empereur Wu de Cheng 成武帝 274-304-334 | Li Xiong 李雄 empereur Wu de Cheng 成武帝 274-304-334 | Li Xiong 李雄 empereur Wu de Cheng 成武帝 274-304-334 | Li Xiong 李雄 empereur Wu de Cheng 成武帝 274-304-334 | Li Xiong 李雄 empereur Wu de Cheng 成武帝 274-304-334 |  |  |                                              |                                              |                                              |                                              |                                              |                                              |  |  | Li Shou 李壽 empereur Shaowen de Han 漢昭文帝 300-338-343 | Li Shou 李壽 empereur Shaowen de Han 漢昭文帝 300-338-343 | Li Shou 李壽 empereur Shaowen de Han 漢昭文帝 300-338-343 | Li Shou 李壽 empereur Shaowen de Han 漢昭文帝 300-338-343 | Li Shou 李壽 empereur Shaowen de Han 漢昭文帝 300-338-343 | Li Shou 李壽 empereur Shaowen de Han 漢昭文帝 300-338-343 |  |  |  |  |  |  |  |  |  |  |  |  |  |  |  |  |  |  |
| Li Ban 李班 empereur Ai de Cheng 成哀帝 288-334 | Li Ban 李班 empereur Ai de Cheng 成哀帝 288-334 | Li Ban 李班 empereur Ai de Cheng 成哀帝 288-334 | Li Ban 李班 empereur Ai de Cheng 成哀帝 288-334 | Li Ban 李班 empereur Ai de Cheng 成哀帝 288-334 | Li Ban 李班 empereur Ai de Cheng 成哀帝 288-334 |  |  | Li Qi 李期 duc You de Qiongdu 邛都幽公 314-334-338    | Li Qi 李期 duc You de Qiongdu 邛都幽公 314-334-338    | Li Qi 李期 duc You de Qiongdu 邛都幽公 314-334-338    | Li Qi 李期 duc You de Qiongdu 邛都幽公 314-334-338    | Li Qi 李期 duc You de Qiongdu 邛都幽公 314-334-338    | Li Qi 李期 duc You de Qiongdu 邛都幽公 314-334-338    |  |  |                                              |                                              |                                              |                                              |                                              |                                              |  |  | Li Shi 李勢 ?-343-347-361                                 | Li Shi 李勢 ?-343-347-361                                 | Li Shi 李勢 ?-343-347-361                                 | Li Shi 李勢 ?-343-347-361                                 | Li Shi 李勢 ?-343-347-361                                 | Li Shi 李勢 ?-343-347-361                                 |  |  |  |  |  |  |  |  |  |  |  |  |  |  |  |  |  |  |